# Relais 4 × 400 mètres masculin aux Relais mondiaux 2024
L'épreuve du relais 4 × 400 mètres masculin des relais mondiaux 2024 se déroule les 4 et 5 mai 2024 au Stade Thomas-Robinson de Nassau aux Bahamas.
Les relais mondiaux déterminent la meilleure équipe de relais mais constituent aussi le tournoi principal de qualification pour les Jeux olympiques de Paris en 2024 : les quatorze meilleures équipes sont retenues, laissant seulement deux équipes qualifiées selon leurs performances 2023-2024.

## Format
Lors du premier tour, les deux premières équipes de chaque série obtiennent un quota olympique pour Paris 2024 (8 équipes) et se qualifient pour la finale des Relais Mondiaux. Le tour de repêchage, qui se déroule lors de la deuxième journée de compétition, est composé de trois séries : les deux premiers de chacune d’entre elles se qualifient pour les Jeux olympiques (6 équipes). La finale, qui réunit chacune les 8 équipes qualifiées lors du premier tour, se déroule en fin de deuxième journée des compétitions.

## Participation
32 équipes sont engagées.
| - Australie - Bahamas - Barbade - Belgique - Botswana F - Brésil - Canada - Tchéquie - République dominicaine - Espagne - France F | - Grande-Bretagne F - Allemagne - Inde F - Italie F - Jamaïque F - Japon - Kenya - Mexique - Pays-Bas F - Nigeria - Philippines | - Pologne - Qatar - Afrique du Sud - Sénégal - Sri Lanka - Trinité-et-Tobago - Turquie - États-Unis F - Venezuela - Zambie |

F : Finaliste aux championnats du monde 2023

## Résultats

### Séries
Les 2 premiers de chaque série se qualifient pour la finale (Q) et pour les Jeux olympiques de 2024 (OQ)
| Rang | Athlètes                                                                                     | Pays                   | Temps   | Série | Notes |
| ---- | -------------------------------------------------------------------------------------------- | ---------------------- | ------- | ----- | ----- |
| 1    | Isaac Makwala, Letsile Tebogo, Leungo Scotch, Bayapo Ndori                                   | Botswana               | 2:59.73 | 4     | Q, OQ |
| 2    | Gardeo Isaacs (de), Zakithi Nene, Wayde van Niekerk, Lythe Pillay                            | Afrique du Sud         | 2:59.76 | 4     | Q, OQ |
| 3    | Dylan Borlée, Robin Vanderbemden, Jonathan Sacoor, Alexander Doom                            | Belgique               | 3:00.09 | 2     | Q, OQ |
| 4    | Kentaro Sato, Yudai Nishi, Fuga Sato, Kaito Kawabata                                         | Japon                  | 3:00.98 | 1     | Q, OQ |
| 5    | Manuel Sanders, Jean Paul Bredau, Marc Koch (de), Emil Agyekum                               | Allemagne              | 3:01.25 | 1     | Q, OQ |
| 6    | Luca Sito, Vladimir Aceti, Edoardo Scotti, Davide Re                                         | Italie                 | 3:01.68 | 3     | Q, OQ |
| 7    | Dubem Nwachukwu, Dubem Amene, Sikiru Adeyemi, Chidi Okezie                                   | Nigeria                | 3:01.70 | 2     | Q, OQ |
| 8    | Matthew Hudson-Smith, Toby Harries, Lee Thompson, Lewis Davey                                | Royaume-Uni            | 3:02.10 | 3     | Q, OQ |
| 9    | Malik James-King (de), Zandrion Barnes, Assinie Wilson (de), Demish Gaye                     | Jamaïque               | 3:02.46 | 2     |       |
| 10   | Ammar Ibrahim, Abubaker Haydar Abdalla, Ashraf Hussen Osman, Ismail Doudai Abakar (de)       | Qatar                  | 3:02.55 | 3     |       |
| 11   | Edgar Ramírez Ríos (de), Luis Avilés, Guillermo Campos (de), Valente Mendoza                 | Mexique                | 3:02.87 | 2     |       |
| 12   | Eugene Omalla, Terrence Agard, Ramsey Angela, Liemarvin Bonevacia                            | Pays-Bas               | 3:03.02 | 3     |       |
| 13   | Wiseman Mukhobe, Boniface Mweresa, Brian Onyari Tinega, David Sanayek Kapirante (de)         | Kenya                  | 3:03.29 | 3     |       |
| 14   | Kyle Gale, Rasheeme Griffith (de), Raheem Taitt-Best, Jonathan Jones                         | Barbade                | 3:03.72 | 4     |       |
| 15   | Luke van Ratingen, Alex Beck, Thomas Reynolds, Harrison Hunt                                 | Australie              | 3:03.81 | 4     |       |
| 16   | Lucas Carvalho, Matheus Lima, Vitor Hugo de Miranda (de), Lucas Vilar                        | Brésil                 | 3:03.97 | 2     |       |
| 17   | Asa Guevara, Timothy Frederick, Shakeem Mc Kay (de), Jereem Richards                         | Trinité-et-Tobago      | 3:04.15 | 1     |       |
| 18   | Patrick Nyambe, Sitali Kakene, David Mulenga, Muzala Samukonga                               | Zambie                 | 3:05.00 | 1     |       |
| 19   | Jalon White, Marco Arop, Christopher Morales Williams, Myles Misener-Daley                   | Canada                 | 3:05.02 | 1     |       |
| 20   | Igor Bogaczyński (de), Patryk Grzegorzewicz, Mateusz Rzeźniczak, Kajetan Duszyński           | Pologne                | 3:05.91 | 1     |       |
| 21   | İlyas Çanakçı (de), İsmail Nezir, Yasmani Copello, Berke Akçam                               | Turquie                | 3:06.74 | 2     |       |
| 22   | Iñaki Cañal, Lucas Búa, Manuel Guijarro, Bernat Erta                                         | Espagne                | 3:06.84 | 4     |       |
| 23   | Matěj Krsek, Jan Tesař, Michal Desenský, Pavel Maslák                                        | Tchéquie               | 3:06.86 | 2     |       |
| 24   | Wendell Miller, Alonzo Russell, Zion Shepherd, Shakeem Hall-Smith (de)                       | Bahamas                | 3:07.45 | 3     |       |
| 25   | Wilber Encarnacion, Erick Joel Sánchez, Ismael Antonio Adon, Juander Santos                  | République dominicaine | 3:08.15 | 4     |       |
| 26   | Frédéric Mendy (de), El Hadji Malick Soumaré (de), Ousmane Sidibé (de), Cheikh Tidiane Diouf | Sénégal                | 3:09.09 | 3     |       |
| 27   | Daniel Williams, Malachi Austin, Arinze Chance (de), Simeon Adams                            | Guyana                 | 3:09.91 | 2     |       |
| 28   | Javier Gómez (de), Ryan López (de), Julio Rodríguez (de), José Antonio Maita                 | Venezuela              | 3:09.91 | 3     |       |
|      | Jacory Patterson, Christopher Bailey, Champion Allison, Bryce Deadmon                        | États-Unis             | DQ      | 1     |       |
|      | Muhammed Anas, Rajesh Ramesh, Muhammad Ajmal Variyathodi, Amoj Jacob                         | Inde                   | DNF     | 4     |       |
|      | David Sombé, Thomas Jordier, Gilles Biron, Téo Andant                                        | France                 | DNF     | 4     |       |

### Tours de repêchage
Les 2 premiers de chaque série se qualifient pour les Jeux olympiques de 2024 (OQ)
| Rang | Athlètes                                                                                     | Pays                   | Temps   | Série | Notes |
| ---- | -------------------------------------------------------------------------------------------- | ---------------------- | ------- | ----- | ----- |
| 1    | Jacory Patterson, Champion Allison, Christopher Bailey, Bryce Deadmon                        | États-Unis             | 2:59.95 | 1     | OQ    |
| 2    | Lucas Carvalho, Lucas Vilar, Vitor Hugo de Miranda (de), Matheus Lima                        | Brésil                 | 3:01.86 | 3     | OQ    |
| 3    | Iñaki Cañal, Manuel Guijarro, Óscar Husillos, Julio Arenas (de)                              | Espagne                | 3:02.39 | 2     | OQ    |
| 4    | Asa Guevara, Jereem Richards, Che Lara (de), Shakeem Mc Kay (de)                             | Trinité-et-Tobago      | 3:02.39 | 3     | OQ    |
| 5    | David Sombé, Gilles Biron, Ludovic Ouceni, Téo Andant                                        | France                 | 3:02.44 | 3     |       |
| 6    | Maks Szwed (es), Mateusz Rzeźniczak, Igor Bogaczyński (de), Kajetan Duszyński                | Pologne                | 3:02.91 | 2     | OQ    |
| 7    | Matěj Krsek, Vít Müller, Michal Desenský, Patrik Šorm                                        | Tchéquie               | 3:03.00 | 2     |       |
| 8    | Patrick Nyambe, Muzala Samukonga, David Mulenga, Kennedy Luchembe                            | Zambie                 | 3:03.18 | 2     |       |
| 9    | Muhammed Anas, Muhammad Ajmal Variyathodi, Arokia Rajiv, Amoj Jacob                          | Inde                   | 3:03.23 | 1     | OQ    |
| 10   | Eugene Omalla, Terrence Agard, Ramsey Angela, Liemarvin Bonevacia                            | Pays-Bas               | 3:03.24 | 3     |       |
| 11   | Myles Misener-Daley, Marco Arop, Ibrahim Ayorinde, Jalon White                               | Canada                 | 3:03.29 | 3     |       |
| 12   | Edgar Ramírez Ríos (de), Luis Avilés, Guillermo Campos (de), Valente Mendoza                 | Mexique                | 3:03.47 | 1     |       |
| 13   | Luke van Ratingen, Alex Beck, Cooper Sherman, Harrison Hunt                                  | Australie              | 3:04.68 | 3     |       |
| 14   | Wiseman Mukhobe, Boniface Mweresa, David Sanayek Kapirante (de), Kennedy Kimeu Muthoki (de)  | Kenya                  | 3:04.83 | 1     |       |
| 15   | Rusheen McDonald, Malik James-King (de), Demish Gaye, Assinie Wilson (de)                    | Jamaïque               | 3:05.09 | 2     |       |
| 16   | Kubilay Ençü (de), Yasmani Copello, Berke Akçam, İsmail Nezir                                | Turquie                | 3:06.35 | 3     |       |
| 17   | Kyle Gale, Jonathan Jones, Raheem Taitt-Best, Rasheeme Griffith (de)                         | Barbade                | 3:06.54 | 2     |       |
| 18   | Wendell Miller, Alonzo Russell, Zion Miller, Shakeem Hall-Smith (de)                         | Bahamas                | 3:08.29 | 1     |       |
| 19   | Ousmane Sidibé (de), El Hadji Malick Soumaré (de), Frédéric Mendy (de), Cheikh Tidiane Diouf | Sénégal                | 3:09.00 | 2     |       |
| 20   | Daniel Williams, Patrick Abel, Malachi Austin, Simeon Adams                                  | Guyana                 | 3:10.01 | 2     |       |
| 21   | Javier Gómez (de), Ryan López (de), Julio Rodríguez (de), José Antonio Maita                 | Venezuela              | 3:10.34 | 3     |       |
|      | Ammar Ibrahim, Abubaker Haydar Abdalla, Ashraf Hussen Osman, Ismail Doudai Abakar (de)       | Qatar                  | DNF     | 1     |       |
|      |                                                                                              | République dominicaine | DNS     | 1     |       |

### Finale
| Rang               | Pays            | Athlète                                                              | Temps   | Notes |
| ------------------ | --------------- | -------------------------------------------------------------------- | ------- | ----- |
| Médaille d'or      | Botswana        | Collen Kebinatshipi, Letsile Tebogo, Leungo Scotch, Bayapo Ndori     | 2:59.11 | WL    |
| Médaille d'argent  | Afrique du Sud  | Gardeo Isaacs (de), Zakithi Nene, Antonie Nortje (es), Lythe Pillay  | 3:00.75 |       |
| Médaille de bronze | Belgique        | Dylan Borlée, Robin Vanderbemden, Alexander Doom, Jonathan Sacoor    | 3:01.16 |       |
| 4                  | Japon           | Kentarō Satō , Fuga Sato, Yuki Joseph Nakajima, Kaito Kawabata       | 3:01.20 |       |
| 5                  | Italie          | Luca Sito, Vladimir Aceti, Edoardo Scotti, Davide Re                 | 3:01.60 | SB    |
| 6                  | Grande-Bretagne | Matthew Hudson-Smith, Alex Haydock-Wilson, Joseph Brier, Lewis Davey | 3:02.62 |       |
| 7                  | Allemagne       | Jean Paul Bredau, Tyrel Prenz, Marc Koch (de), Manuel Sanders        | 3:05.55 |       |
| 8                  | Nigeria         | Dubem Nwachukwu, Dubem Amene, Sikiru Adeyemi, Chidi Okezie           | 3:16.68 |       |

## Légende
Records et Performances
- AR : Record continental (area record)
- CR : Record des championnats (championship record)
- MR : Record du meeting (meet record)
- NR : Record national (national record)
- OR : Record olympique (olympic record)
- PR : Record paralympique (paralympic record)
- PB : Record personnel (personal best)
- SB : Meilleure performance personnelle de la saison (season's best)
- WL : Meilleure performance mondiale de l'année (world leader)
- WJR : Record du monde junior (world junior record)
- WR : Record du monde (world record)

Circonstances et Conditions
- DNF : N'a pas terminé (did not finish)
- DNS : N'a pas pris le départ (did not start)
- DQ : Disqualification (disqualification)
- NM : Aucun essai valable enregistré (No Mark)
- Q : Qualifié « directement » au prochain tour (ou à la prochaine compétition), lors d'une compétition majeure, grâce au classement ou à la réalisation des minima (automatic qualifier)
- q : Qualifié au prochain tour (ou à la prochaine compétition), lors d'une compétition majeure, grâce au repêchage ou à la réalisation de l'une des meilleures performances parmi celles des « non qualifiés directement » (grâce au meilleur temps ou à la meilleure distance par exemple) (secondary qualifier)